# Ligne 167 (Infrabel)
Pour les articles homonymes, voir Ligne 167.
La ligne 167 est une ligne ferroviaire belge faisant la jonction entre les deux radiales ardennaises (la ligne 162 Namur-Luxembourg et la ligne 165 Athus-Meuse) au niveau de leurs extrémités Sud, le long de la frontière luxembourgeoise.

## Historique

### Les débuts et l'activité sidérurgique

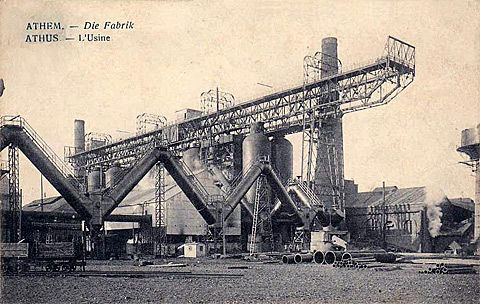
La sidérurgie et ses usines, ici celle d'Athus, ont grandement contribué à l'essor du développement ferroviaire dans la région.

La ligne du Luxembourg à peine terminée en 1858, une liaison avec la Lorraine française est rapidement mise en œuvre par la Grande compagnie du Luxembourg.
La région des « 3 frontières » autour d'Athus (Belgique), Longwy (France) et Rodange (Luxembourg) est alors en plein développement industriel avec l'activité sidérurgique. Chacun des trois pays développe son réseau ferré aux environs de 1860 et une interconnexion se justifie afin d'écouler la production.
- 1862, La jonction (Arlon -) Autelbas - Athus est mise en service
- 1863, la ligne est prolongée vers Longwy
- 1873, le chemin de fer arrive à Rodange (via Esch-sur-Alzette)
- 1874, la ligne 171 relie Athus à Rodange. Le trafic justifie la pose à double voie.
- 1876, la jonction Autelbas - Athus est également dédoublée
- 1877, une jonction entre Athus et Signeulx permet de desservir les forges de Gorcy. Cela constitue la première section de la ligne 165.
- 1884, c'est enfin la jonction Athus - Longwy qui est dédoublée.

La gare d'Athus est alors la véritable plaque tournante internationale de la région.

### Après la sidérurgie
Dans les années 1970, le bassin sidérurgique subit de plein fouet la crise. La plupart des usines ferment, dont celle d'Athus, le trafic (marchandises et passagers) s'effondre. Le trafic voyageur vers la France est supprimé en 1970.
En 1984, le Plan IC-IR annonce la quasi fermeture du trafic voyageur sur la ligne. Seuls quelques trains P sont maintenus entre Arlon et Athus. Lents, rares et concurrencés par des bus qui desservent le centre des villages, ces relations ne survivront que 4 ans.
En 1988, la section transfrontalière Athus - Longwy est remise à voie unique et électrifiée afin de réduire l'impact du double changement de front à Athus (diesel SNCB - diesel SNCF) et Longwy ou Longuyon (diesel SNCB - électrique SNCF) des trains qui ne passent plus par Écouviez depuis 1980.
En 1991, la section Autelbas - Athus est mise à voie unique. Le trafic est très faible, la ligne est surtout conservée pour les dessertes fret locales (au départ du triage de Stockem) et comme base aux itinéraires alternatifs en cas d'indisponibilité de certains tronçons de la ligne 162.
En 1993, la section transfrontalière Athus - Longwy est déferrée pour laisser la place à la ligne 165/1 et à l'extension du Terminal conteneurs d'Athus. Les échanges de traction avec la SNCF se font à Rodange (la ligne Rodange - Longwy est électrifiée). Il n'y a plus non plus d'échange de traction vers le Luxembourg, les motrices diesel belges et luxembourgeoises de l'Athus-Meuse étant exploitées en pool entre Ronet et Esch-sur-Alzette.
En 2002, la section subsistante est électrifiée, dans la foulée de l'Athus-Meuse. Plutôt que d'aménager une gare commutable à Athus, la transition entre 25 kV et 3 kV a lieu en pleine voie, entre la gare de Messancy et le faisceau de manœuvre d'Athus. Cette transition a été depuis lors déplacée aux environs de Sélange.
Dès septembre 2021, la jonction directe entre Athus et Mont-Saint-Martin sera à nouveau possible, en suivant un tracé sinueux reliant plusieurs courbes du quadrilatère d'Athus. La nouvelle connexion 165/3 est placée entre d'une part la convergence de la ligne 167 (tronçon Athus - Rodange) avec le raccordement 165/1 (tronçon Aubange - Rodange) et d'autre part le raccordement 165/2 (Aubange - Mont-Saint-Martin) existant.
Depuis 2022 et après quatre ans de travaux en lien avec ceux menés sur la ligne 162, la ligne est réélectrifiée en 25000 V d'Autelbas à Athus et le voie a été abaissée pour augmenter le gabarit.

## Utilisation

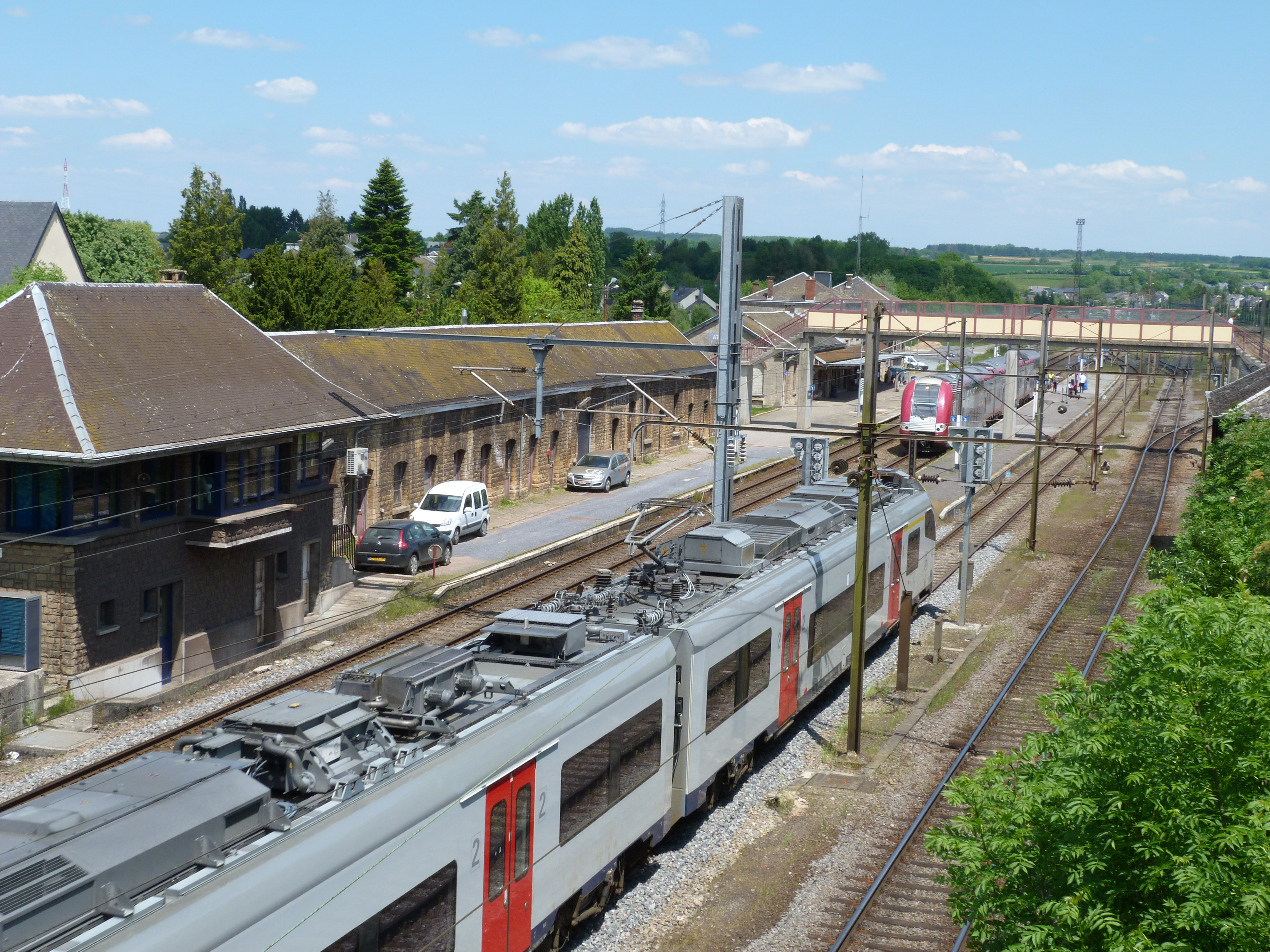
La gare d'Athus de nos jours: un train belge « Désiro » reliant Libramont et Arlon et un train luxembourgeois de la CFL en partance pour Luxembourg-ville via Esch-sur-Alzette.

En 2008, la réinstauration - en semaine - d'une desserte voyageurs Arlon - Athus - Rodange a eu pour conséquence la remise en état d'un quai court (85 mètres) à la gare de Messancy. Cette nouvelle desserte compte une douzaine de relations par sens, soit :
- 6 trains omnibus - cadencés aux deux heures - de la relation Libramont - Rodange - Arlon ;
- 6 trains P amorcés à Rodange ou Virton

À noter que la dernière relation de la journée circule relativement tôt.
Ajoutons que depuis 2002, la ligne 171 (Athus - Rodange frontière) est considérée par Infrabel comme la section terminale de la ligne 167.
Une courbe de raccordement à voie unique a été posée afin de desservir la section transfrontalière de la ligne 167 qui a été reconstruite, électrifiée et mise à deux voies. Des trains en provenance de la Belgique via Aubange utilisent désormais cet itinéraire qui permet une desserte directe vers Longwy.
Depuis, le nombre de trains de voyageurs a considérablement augmenté avec :
- Une relation omnibus Arlon - Athus - Rodange - Virton - Bertrix - Libramont opérée par la SNCB, cadencée à l'heure (toutes les deux heures les weekends uniquement entre Virton et Libramont) et renforcée par un train P à l'heure de pointe ;
- Une relation Regionalbunn (RB) Athus - Esch-sur-Alzette - Luxembourg-ville opérée par la CFL et cadencée deux fois par heure ;
- Deux trains P (heure de pointe) reliant Virton à Arlon le matin.

Plusieurs trains P entre Rodange et Athus ont existé mais ont désormais la gare de Virton comme point de départ et ne desservent plus la gare d'Athus.

## Entreprises à proximité
- Le terminal conteneurs d'Athus.

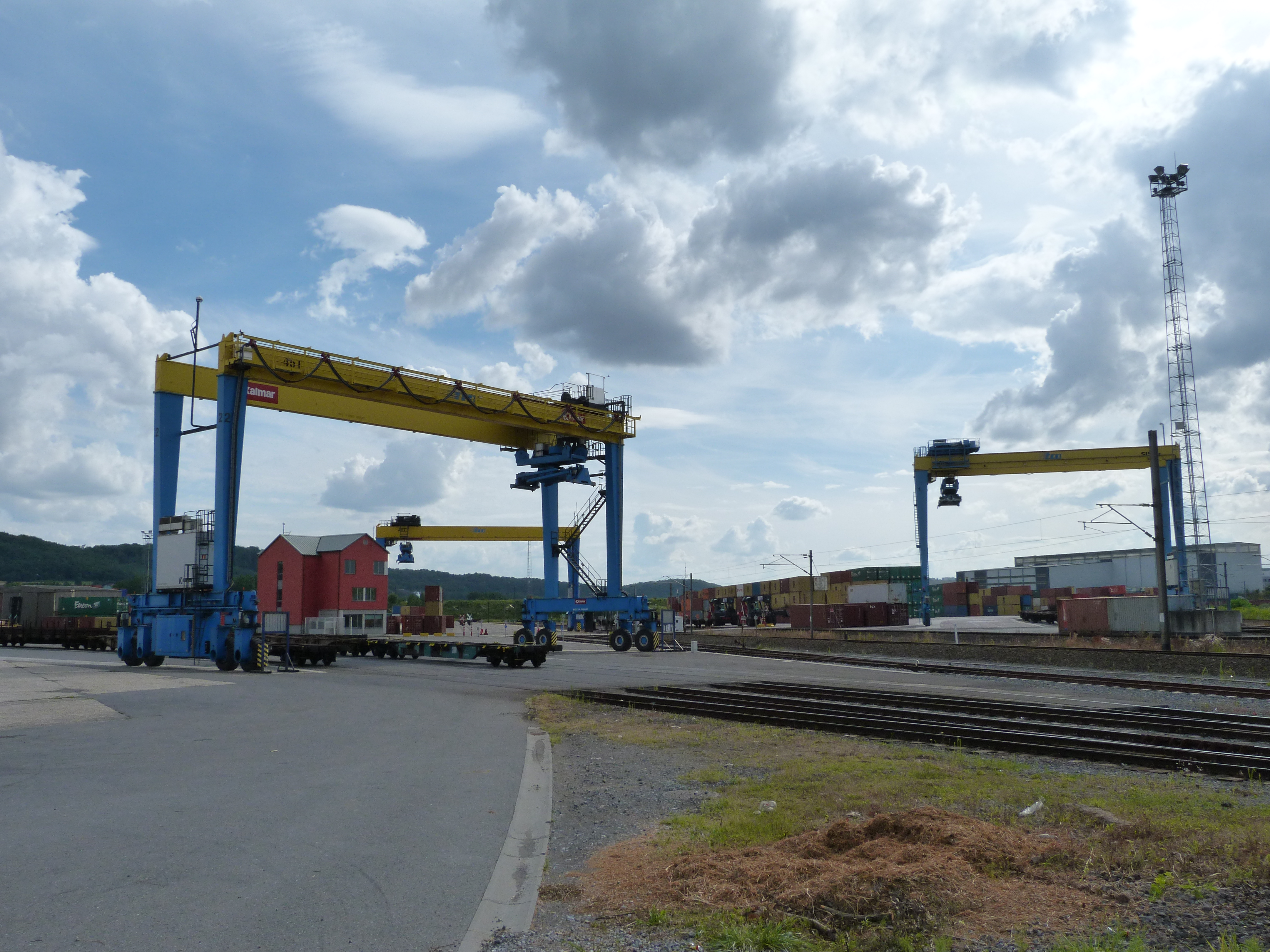
Le terminal conteneurs d'Athus.

- L'usine d'Athus (fermée depuis 1977).

### Sources
- (nl) Wim deridder - Spoorlijnen in Belgïe
- (nl) Paul Kevers :  Belgische spoorlijnen